# Шептеличі
Шептеличі (рум. Şeptelici) — село в Молдові у Сороцькому районі. Утворює окрему комуну.

## Історія
За даними етнографічної експедиції 1869—1870 років під керівництвом Павла Чубинського, у селі здебільшого проживали українці, населення розмовляло лише українською мовою.